# Arsène Soudakoff
Arsène Soudakoff, né en 1818 et mort à une date inconnue, est un archiprêtre orthodoxe, aumônier de la grande-duchesse puis reine consort Anna Pavlovna.

## Éléments biographiques
De 1854 à 1856, il est prêtre de la paroisse orthodoxe russe de Genève.
Il est ensuite archiprêtre de l'Église orthodoxe russe et aumônier d'Anna Pavlovna de Russie. Il lui a dédicacé sa traduction du livre de Philarète de Moscou : Entretiens d'un sceptique et d'un croyant sur l'orthodoxie de l'Église orientale, publié en 1863.
Il a été nommé Commandeur de l'Ordre de la Couronne de chêne.